# Calcio Lecco 1912
El Calcio Lecco 1912 es un club de fútbol de Italia, con sede en Lecco, en la región de Lombardía. Fue fundado en 1912, y refundado en varias ocasiones. Compite en la Serie C, tercera categoría del fútbol italiano.

## Historia

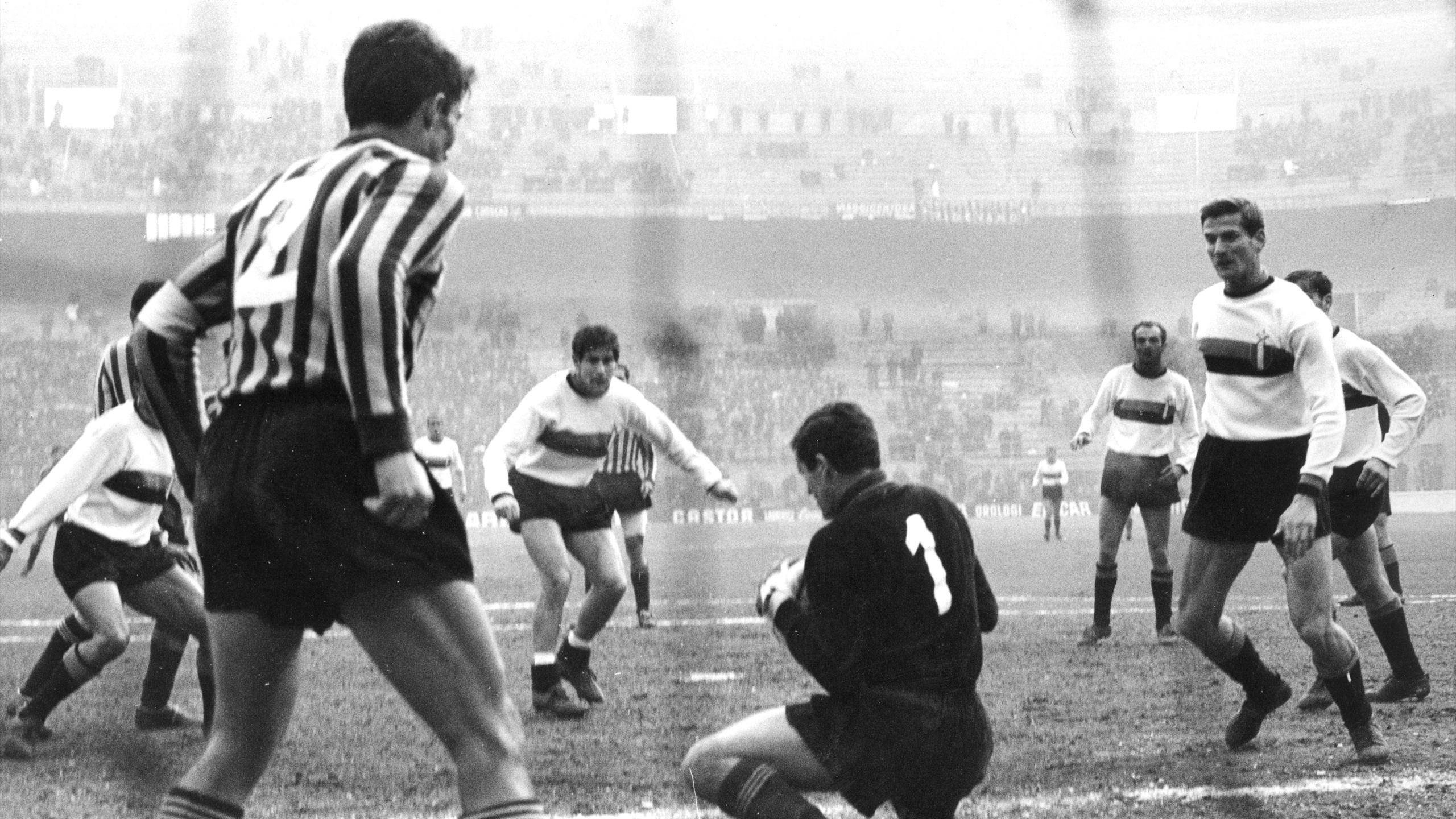
Un partido entre Inter de Milán y Lecco, temporada de Serie A 1966–67.

Fue fundado el 22 de diciembre de 1912 como sección futbolística de la Società Canottieri Lecco (1895). A lo largo de su historia, el club azul-celeste ha disputado tres temporadas en la Serie A, siendo estas la 1960/61, 1961/62 y 1966/67 y once en la Serie B.

## Palmarés

### Torneos nacionales
- Copa Italia Semiprofesional (1): 1976-77

### Torneos interregionales
- Serie C (1): 1971-72 (Grupo A)
- Promozione (1): 1949-50 (Grupo C)
- Serie D (1): 2018-19 (Grupo A)

### Torneos regionales
- Eccellenza Lombardia (1): 2002-03 (Grupo B)
- Terza Divisione (1): 1949-50 (Grupo E)

### Torneos internacionales
- Copa anglo-italiana (1): 1977